# Ostracoberyx
Ostracoberyx is een geslacht van straalvinnige vissen uit de familie van ostracoberyciden (Ostracoberycidae). Het geslacht is voor het eerst wetenschappelijk beschreven in 1934 door Fowler.

## Soorten
- Ostracoberyx dorygenys Fowler, 1934
- Ostracoberyx fowleri Matsubara, 1939
- Ostracoberyx paxtoni Quéro & Ozouf-Costaz, 1991